# هاپاتکونگ، نیوجرسی
هاپاتکونگ (به انگلیسی: Hopatcong) شهری در ایالت نیوجرسی کشور ایالات متحده آمریکا است که جمعیت آن در سرشماری سال ۲۰۱۰ میلادی، ۱۵٬۱۴۷ نفر بوده‌است.